# Johji Manabe
Johji Manabe (真鍋譲治?, Manabe Jōji; Tokyo, 18 dicembre 1964) è un fumettista giapponese.
Marchio di fabbrica delle sue opere, di ambientazione spesso fantascientifica, è la presenza, spesso nei panni di protagonista, di splendide creature femminili con folte capigliature e poco vestite, caratterizzate dalla presenza di qualche dettaglio esotico come corna o lunghe code e dotate di un carattere forte al contrario dei personaggi maschili spesso imbranati e goffi.
Egli non va confuso con un animatore con lo stesso nome (ma con i kanji scritti in modo diverso, 真鍋譲二), che ha principalmente lavorato per la Nippon Animation negli anni settanta.
È molto amico di Motoo Koyama, il creatore di Ozanari Dungeon.

## Opere
- Outlanders (8 volumetti, 1985-1987, Hakusensha)
- Caravan Kidd (5 volumetti, 1986-1989, Shogakukan)
  - The Key of Graciale (1 volumetto, aprile 1987, ISBN 4-592-13107-X, Hakusensha)
- Powerful Mazegohan (3 volumetti, 1986–1989, Hakusensha)
- Dora (1 volumetto, dicembre 1987, ISBN 4-403-61148-6, Shinshokan)
- Capricorn (5 volumetti, 1988–1990, Shinshokan)
- Sorcerian: Ten no Kamigami-tachi (volumetto 6 della serie manga Sorcerian, settembre 1989, ISBN 4-04-926015-8, Kadokawa Shoten)
- Banpanera (1 volumetto, febbraio 1991, ISBN 4-8291-8311-X, Fujimi Shobō)
- Junk Party (1 volumetto, novembre 1991, ISBN 4-04-926030-1, Kadokawa Shoten)
- Russian Clash (1 volumetto, aprile 1992, ISBN 4-8291-8321-7, Fujimi Shobo)
- Dotō! Jamuka no Daibōken (5 volumetti, luglio 1992 - agosto 1994, Shinshokan)
- Ginga Sengoku Gun'yūden Rai (27 volumetti , settembre 1993 - dicembre 2001, MediaWorks)
  - Ginga Sengoku Gun'yūden Rai: Ibun (1 volumetto, 10 aprile 2004, ISBN 4-8402-2562-1, MediaWorks)
- Viva Usagi-gozō (5 volumetti, novembre 1993 - dicembre 1995, Gakken)
- Chūka Ichiban (1 volumetto, dicembre 1993, ISBN 4-04-712029-4, Kadokawa Shoten)
- Gosei Dōji Ran (2 volumetti, agosto 1995 - settembre 1996, Kobunsha)
- Drakuun: Dragon Princess Army (5 volumetti, 1995–2003, Kadokawa Shoten)
- Budō Shōsa Powerful China (1 volumetto, dicembre 1996, ISBN 4-19-830158-1, Tokuma Shoten)
- Wild Kingdom (5 volumetti, dicembre 2000 - febbraio 2003, Enterbrain)
- Kurobone (1 volumetto, 10 ottobre 2003, ISBN 4-8402-2475-7, MediaWorks)
- Ogin (1 volumetto, 17 marzo 2005, ISBN 4-7767-9140-4, Ohzora Publishing)
- Oniku ni Chu (1 volumetto, 17 agosto 2005, ISBN 4-8124-6227-4, Takeshobo)
- Makunouchi Deluxe (3 volumetti, 8 maggio 2006 - ottobre 2007, Takeshobo)
- Tail Chaser (3 volumetti, 25 ottobre 2006 - 25 dicembre 2007, Fujimi Shuppan)
- Ring × Mama (5 volumetti - 27 agosto 2008 - 29 agosto 2011, Takeshobo (ISBN 978-4-8124-6868-5, ISBN 978-4-8124-7060-2, ISBN 978-4-8124-7226-2, ISBN 978-4-8124-7465-5, ISBN 978-4-8124-7658-1)
- Koisuru Ushi-chichi (2 volumetti, ottobre 2009, Fujimi Shuppan)
- Kanojo de Ippai (3 volumetti, 2010-2012, ISBN 978-4-8322-3222-8, ISBN 978-4-8322-3238-9, ISBN 978-4-8322-3264-8, Houbunsha)
- Johji Manabe Presents: Maina Kishin Sōki (1 volumetto, Gakken)

Dei suoi manga in Italia sono stati pubblicati:
- Caravan Kidd (edizione Italiana 1997 , 10 volumetti Comic Art)
- Outlanders (edizione Italiana 1992 , 12 volumetti Granata Press)
- Drakuun (edizione Italiana 1 volumetto Planet Manga SERIE INTERROTTA)
- Rai - La leggenda degli eroi delle guerre galattiche (2003-2004, 9 volumetti SERIE INTERROTTA)
- The Wild Kingdom (2008-2009, 5 volumetti originali)